# Острожинський Валентин Євгенович
Валентин Євгенович Острожинський (29 січня 1935, Вовчинець, Вінницька область — 30 листопада 2023, Житомир) — український громадський діяч. Депутат Верховної Ради СРСР (1986—1991). Депутат Верховної Ради УРСР 11-го скликання. Кандидат у члени ЦК КПУ в 1986—1990 р. Член ЦК КПУ в 1990—1991 р. Член Політбюро і секретар ЦК КПУ в червні 1990 — серпні 1991 р. Кандидат філософських наук.

## Життєпис
Народився в селянській родині на Вінниччині. Закінчив Казанське військове училище (1955), Київський державний університет імені Тараса Шевченка (1964), Академію суспільних наук при ЦК КПРС (1981).
З 1953 року служив у Радянській армії. У 1955—1958 роках — технік, старший технік авіаційної військової частини.
Член КПРС з 1957 року.
З липня 1958 року — на комсомольській роботі: інструктор, 2-й секретар, 1-й секретар Житомирського міського комітету ЛКСМУ.
У 1963—1969 роках — 1-й секретар Житомирського обласного комітету ЛКСМУ.
У 1969 році — 2-й секретар Житомирського міського комітету КПУ. У грудні 1969 — грудні 1973 року — 1-й секретар Житомирського міського комітету КПУ.
6 грудня 1973 — 1982 року — секретар Житомирського обласного комітету КПУ.
У 1982 — 11 квітня 1987 року — 2-й секретар Житомирського обласного комітету КПУ.
20 березня 1987 — 11 серпня 1990 року — 1-й секретар Тернопільського обласного комітету КПУ. Квітень 1990 — червень 1990 — голова Тернопільської обласної ради народних депутатів.
У червні 1990 — серпні 1991 — секретар ЦК КПУ.
У 1995—2002 рр. — голова громадської організації «Земляцтво житомирян».
Обирався депутатом Житомирської обласної ради V та VI скликань від Комуністичної партії України.
Працював заступником директора, директором житомирської філії ПАТ «Акціонерний комерційний банк „КИЇВ“», ліквідованого Національним банком України у 2015 році.

## Нагороди
Нагороджений двома орденами Трудового Червоного Прапора, орденами Дружби народів, «Знак Пошани», Грамотою Президії Верховної Ради УРСР (25.10.1968). Почесний громадянин Житомира.